# En dödsdömd har rymt
En dödsdömd har rymt (fransk originaltitel: Un condamné à mort s'est échappé ou Le vent souffle où il veut, "En dödsdömd har rymt eller Vinden blåser vart den vill") är en fransk dramafilm från 1956 i regi av Robert Bresson. Manuset, skrivet av Bresson, är baserat på en självbiografi av André Devigny, som rymde från nazisternas fängelse Montluc i Lyon 1943.

## Handling
Franske motståndsrörelseaktivisten Fontaine (François Leterrier) blir satt i nazistfängelse, och ägnar all sin vakna tid till att planera sin flykt därifrån. Filmen, som är baserad på en sann historia, följer detaljerat Fontaines minutiösa förberedelser inför flykten.

## Medverkande i urval
- François Leterrier - Fontaine
- Charles Le Clainche - Jost
- Maurice Beerblock - Blanchet
- Roland Monod - Präst
- Jacques Ertaud - Orsini
- Roger Treherne - Terry

## Om filmen
En dödsdömd har rymt är Robert Bressons största kommersiella framgång och bäst kritikermottagna film. Den är baserad på André Devignys, i filmen omdöpt till Fontaine, redogörelse av sin faktiska rymning från det naziststyrda fängelset Montluc i Lyon 1943, under andra världskriget. Bresson börjar filmen med att innan förtexterna visa följande text skriven av honom själv: ”Detta är en sann historia. Jag berättar den precis som det hände, utan ändringar”, och avslutar med sitt namn i underskrift.
För att få den autenticitet Bresson önskade, spelades alla exteriörscener in på det riktiga fängelset. Devigny själv var närvarande och översåg arbetet, och själva cellen han satt i rekonstruerades in i minsta detalj i filmstudion Saint Maurice.[källa behövs]